# Baeocystin
Baeocystin är en zwitterionisk  alkaloid som finns i svampar och är en kemisk analog till den hallucinogena alkaloiden psilocybin, ett tryptaminderivat. Ämnet återfinns i små mängder i de flesta psykoaktiva svampar tillsammans med psilocybin, norbaeocystin och psilocin. Baeocystin är ett N-demetylerat derivat av psilocybin och ett fosforylerat derivat av 4-HO-NMT (4-hydroxi-N-metyltryptamin). Strukturerna till höger illustrerar baeocystin i sin zwitterioniska form.
Baecystin utvanns ursprungligen ur Psilocybe baeocystis och senare från Psilocybe semilanceata, Panaeolus renenosus, Panaeolus subbalteatus och Copelandia chlorocystis. Det syntetiserades först av Troxler et al. år 1959.
Lite information finns när det gäller mänsklig farmakologi, men i boken Magic Mushrooms Around the World rapporterar författaren Jochen Gartz att han är medveten om en studie där "10 mg baeocystin befanns vara ungefär lika psykoaktiv som en liknande mängd psilocybin." Gartz rapporterade också i en forskningsrapport att en självadministrerad analys av 4 mg baeocystin orsakade "en mild hallucinogen upplevelse".
Medan Gartz beskriver en "mild hallucinogen upplevelse" från baeocystin, kunde detta inte replikeras i en musmodell i en studie år 2019 som inte fann några bevis för att baeocystin ger några hallucinogena effekter. Forskare jämförde psilocybin som är en känd hallucinogen med baeocystin med hjälp av musens huvudryckningssvar. Vid jämförelse var baeocystin oskiljbart från saltlösning, vilket tyder på "... baeocystin ensamt skulle sannolikt inte inducera hallucinogena effekter in vivo". Detta står dock i kontrast till de mänskliga erfarenheter som nämns ovan, även om högkvalitativa data är knappa.